# 我修院達也
我修院 達也（がしゅういん たつや、1950年12月10日 - ）は、日本の歌手、ものまねタレント、俳優、声優、作詞家、作曲家、編曲家、音楽プロデューサー。旧芸名、若人 あきら（わかと あきら）。
東京都渋谷区広尾出身。

## 来歴・人物
体重48 kg。一本につながったカモメ型眉が特徴。声色は低音・中音・高音と使い分けている。玄制流空手道1級で双節棍（ヌンチャク）も使える。
母が元女優だったことから、6歳から子役として活動。映画『私は貝になりたい』（1959年）など多数の有名作品に出演。また9歳で北原じゅんに弟子入りし、18歳で「桜一平」として演歌歌手でデビュー。その後、1969年に「若戸章（わかど あきら）」、1980年に「若人あきら」と改名を行った。この当時はナイトクラブの弾き語りやキャバレーのショー回りで生計を立てていた。
初期より年齢を6才上に偽って活動していた。これは「我修院達也知誕」によると、16歳で高校中退後、一人で生計を立てるためナイトクラブで弾き語りをしようとしたが未成年だったので断られ、亡き父のスーツを着て髪型を変えひげを生やしてみると22 - 23歳に老けて見えると言われたことで思いつき、「22歳です!」と6歳上ということにして銀座のナイトクラブで弾き語りを始めたからである。後述する失踪事件の際に、年齢を偽っていたことが判明した。
テレビで若人あきら名義で郷ひろみの歌真似を隠し芸としてやったのがうけて、『オレたちひょうきん族』（フジテレビ）、『笑ってる場合ですよ!』（フジテレビ）、『ひるのプレゼント』（NHK）などで一躍人気者となり、レギュラー番組も増えた。
郷ひろみの家族とも旧知の仲で、郷が急病でベストテン番組（フジテレビ『ビッグベストテン』1980年2月29日放送回）に出演できなかった時、郷の母親の推薦で急遽代役として歌ったことがある。
一時期テレビ東京の番組内の企画で、ものまね四天王に対抗して、原一平（渥美清のものまねが得意）、鯉川のぼる（鶴田浩二のものまねが得意）とともに「ものまね大魔王」を結成していた。
1991年、静岡県熱海市の海岸で釣りの最中突然行方不明となり、3日後に神奈川県小田原市で記憶喪失状態で発見された（後述）。
事件の影響で「若人あきら」の名前が嫌になり、イメージを刷新すべく1993年に「我修院達也」へ4度目の改名をした（菩提寺の住職に依頼し経文から引用して付けてもらっており、作曲家ジョージ・ガーシュウィンが由来ではない）。改名当初は仕事に恵まれず、通信カラオケの編曲やキャバレー回りをしていた。
子どもの頃から若人あきらのファンだったという映画監督の石井克人が、1999年に映画『鮫肌男と桃尻女』に我修院を起用したことで、役者として認知されるようになった。さらに、「アスパラドリンク」（田辺製薬）のテレビCMやSMAP「Fly」のプロモーションビデオなど、石井の作品に多く出演。これが注目され、スタジオジブリ作品に声優として参加するなど、独自の地位を確立した。
基本的には休みをとらず、テレビや映画撮影、営業ステージのない日も41人の弟子（プロ歌手）の歌唱指導やレコード会社の音楽プロデューサーをしながら作編曲の仕事をしているため、スタジオに籠ることも多い。
2007年12月にリリースされた郷ひろみのシングル曲「Good Times Bad Times」のプロモーションビデオに出演しており、同曲が使われているパチンコ新台「CR GO!GO!郷 2nd STAGE」（ニューギン）でも郷と共演している。2008年11月2日テレビ東京『田舎に泊まろう』に出演。2011年10月「スマグラー」に塚田マサコ（ジジイ）役で出演。その際、石井克人の注文により眉間を12年振りに剃り、ひげを44年振りに伸ばした。
2021年8月10日、公式YouTubeチャンネル『【公式】我修院達也チャンネル』を開設。
2025年3月、ヘアメイクを兼任する付き人で最後の弟子としている女性声優・星川愛とデュエットソング「燃えるアウラで逢いましょう！」をリリース。

## 失踪事件
1991年3月3日、静岡県熱海市和田浜南の防波堤で釣りをしていた若人あきらが行方不明になった。警察に届け出が出され、若人が3日後に発見されるまで大々的な捜索がなされ、同時にワイドショーやスポーツ新聞、女性週刊誌などマスメディアを騒がせることになった。若人を捜索するのにかかった費用は約300万円だったという。
事件から12年後の2003年になって「北朝鮮による拉致の可能性」を『週刊新潮』が警察庁警備局の関係者の話として伝聞調で伝えて、改めて事件がクローズアップされた。これらの北朝鮮拉致説について、若人の反応は、『週刊新潮』の取材申し込みに返答はなく、『サンケイスポーツ』紙が匿名の関係者からの伝聞の形で「そんなこと、あるわけないじゃないですか」と一笑に付していたことを伝えている。
近年のインタビューでは、「覚えていない」としながら「北朝鮮による拉致の可能性」を否定も肯定もしていない。

## ものまね
- 郷ひろみ
- もんたよしのり
- 美川憲一
- 五木ひろし
- 三波春夫
- 森進一
- 丹波哲郎
- 知久寿焼（たま）

## 出演作品

### テレビドラマ
- 怪人二十面相（1958年 - 1960年、日本テレビ）
- 少年ジェット（1959年 - 1960年、フジテレビ）
- 女将さんの子守唄（1959年4月19日、日本テレビ）
- 轟先生 第1231話（1959年7月4日、日本テレビ）
- 木曜ワイドアワー 凧タコあがれ（1960年1月21日、日本テレビ）
- ムー一族（1978年 - 1979年、TBS）
- ミラクルTV大出動 第24話（1979年3月20日、TBS）
- コワイ童話「不思議の国のアリス」（1999年6月15日 - 7月6日、TBS） - 帽子屋幸治 役
- 金曜エンタテインメント 女医レイカ（1999年8月6日、フジテレビ） - 精神科の患者 役
- 世にも奇妙な物語 SMAPの特別編「BLACK ROOM」（2001年1月1日、フジテレビ） - 湯ノ本マサコ 役
- 演技者。「TEXAS」 第2話 - 最終話（2002年5月29日 - 6月12日、フジテレビ） - 桂組長 役
- ビギナー（2003年10月6日 - 12月15日、フジテレビ） - 田家六太郎 役
- ウルトラQ dark fantasy 第22話「カネゴンヌの光る径」（2004年9月1日、テレビ東京） - 金谷雄太 役
- ディビジョン1 ステージ6『犯人デカ』 最終話（2004年9月21日、フジテレビ） - 通りすがりの男 役
- 水曜プレミア 世界最恐JホラーSP 日本のこわい夜 イントロダクション「こわい話、聞きたいですか?」（2004年9月22日、TBS） - 中年男 役
- 中学生日記 天然少女、天然ショウコ。（2004年10月11日、NHK ETV） - 妖精ちゃん 役
- 不機嫌なジーン 第4話（2005年2月7日、フジテレビ） - 山田虎之進 役
- 電車男（2005年7月7日 - 9月22日、フジテレビ） - ネットの住人・富永 役
  - 電車男〜もう一つの最終回スペシャル（2005年10月6日）
  - 電車男DELUXE 最後の聖戦（2006年9月23日）
- 恋のから騒ぎドラマスペシャル〜Love StoriesⅡ〜「ひきこもりの女」（2005年9月21日、日本テレビ） - コンビニの変な客 役
- 花より男子 第4話（2005年11月11日、TBS） - エレベーター修理のおじさん 役
- ファースト・キス 第1話（2007年7月9日、フジテレビ） - チーフスタイリスト 役
- コスプレ幽霊 紅蓮女（2008年1月12日 - 3月29日、テレビ東京） - こごろー 役（声の出演：全話）、ラブリエル 役（実写で出演：最終話）
- エジソンの母 第4話（2008年2月1日、TBS） - 公園を作る工事現場主任・渡部 役（キャラ声でなく普通の地声で出演）
- Room Of King（2008年10月4日 - 11月29日、フジテレビ） - 謎の不動産屋・伊集院梅 役
- ブロードキャストASUKA 第10話・第11話（2008年12月7日・14日、KBS京都ほか） - 桜井キヨシロ 役
- 就活のムスメ（2009年3月27日、テレビ朝日） - 小さい鈴木 役
- 仮面ライダーW 第3話・第4話（2009年9月20日・27日、テレビ朝日） - 加賀泰造 役
- インディゴの夜（2010年1月5日 - 4月2日、東海テレビ・フジテレビ） - 渋谷東署刑事課長・柴田克一 役
  - インディゴの夜DX（2010年2月6日、東海テレビ / 2月25日、フジテレビ）
- 謎解きはディナーのあとで 第7話（2011年11月29日、フジテレビ） - 増渕信二 役
- 猿飛三世 第5話・第6話（2012年11月2日・9日、NHK大阪・NHKBSプレミアム） - 前端玄蕃頭 役
- さんすう刑事ゼロ 第18話（2014年2月3日、NHK Eテレ） - 円井周治 役
- 東京特許許可局 第19話（2014年10月20日、NHK Eテレ）
- REPLAY & DESTROY 第1話・最終話（2015年4月27日・6月15日、MBS / 4月29日・6月17日、TBS） - Mr.八百屋マニア宮田 役
- 號哭のカタストロフ（2018年1月11日 - 3月22日、TOKYO MX） - 千賀卓磨 役（友情出演）
- コンフィデンスマンJP 第5話（2018年5月7日、フジテレビ） - ドクターデンジャラス 役
- ルパンの娘 第2シリーズ（2020年10月15日 - 12月10日、フジテレビ） - 山本猿彦 役[12]
- オリバーな犬、 (Gosh!!) このヤロウ（NHK総合） - くるみ 役[13]
  - シーズン1 第2話（2021年9月24日）
  - シーズン2（2022年9月20日 - 10月4日）

### 映画
- 早く帰ってコ（1957年） - 中野進 役
- 異母兄弟（1957年） - 四男 幼年時代 役
- 重役の椅子（1958年） - 池部良の息子船田一郎 役
- 私は貝になりたい（1959年） - 清水健一 役
- 南の風と波（1961年） - 山本盛男 役
- 喧嘩道 けんかみち（1979年） - 化粧 役
- 中指姫 俺たちゃどうなる?（1993年）
- 鮫肌男と桃尻女（1998年） - 山田正一 役
- PARTY7（2000年） - 若頭 磯村忠 役
- AIKI（2002年） - 郵便配達員 役
- 茶の味（2004年） - 轟木アキラお爺 役
- 地獄プロレス（2005年） - 愛田剣 役
- ワースト☆コンタクト（2005年） - ケンジ 役
- 赤龍の女（2006年） - 音松一号 役
- 逃亡くそたわけ 21歳の夏（2007年） - 妄想の中に出る茶髪の日本兵 役
- ROBO☆ROCK（2007年） - 熟女下着マニアの依頼人 役
- 映画 クロサギ（2008年） - 秋葉原の裏ロム屋 役
- トラ・コネ（2008年） - バーのマスター桑原 役
- 笑殺会（2011年） - タッチ橘 役 ※友情出演
- スマグラー おまえの未来を運べ（2011年） - 塚田マサコ（ジジイ） 役
- ハロー!純一（2014年） - おじいちゃん 役
- SHELL and JOINT（2020年）
- 劇場版 ルパンの娘（2021年） - 山本猿彦 役[14]

### オリジナルビデオ
- 水物語（1991年）
- 悪銭狩り（2000年） - 山浦 役
- 危険をかう男2（2002年） - おかしな刑事 役
- キャバギョ!「キャバクラ嬢」行政書士の事件簿（2006年） - 尾形 役

### 携帯ドラマ
- AU携帯・LISMOオリジナルドラマ「いちごゼミナール」（2009年6月15日） - 我修院先生 役
- スマグラー お前の役はどれ?（2011年10月7日 - 28日、LISMO Channel） -  ジジイ 役

### 舞台
- コント!プリズン慰問団（2007年5月22日、下北沢駅前劇場）

### 劇場アニメ
- 千と千尋の神隠し（2001年） - 青蛙 役
- ハウルの動く城（2004年） - カルシファー 役[15]
- REDLINE（2010年） - リンチマン 役[16]
- 緑玉紳士（2005年） - ジョーカー・Ｏ・アンドラス 役
- しまじろうとくじらのうた（2014年） - やどかりかんとく 役
- しまじろうとおおきなき（2015年） - フロッギー 役

### ウェブアニメ
- ホクロ兄弟 フルスロットル!!!!（2007年）

### ゲーム
- シャドウハーツ（2001年6月28日） - ロジャー・ベーコン 役
  - シャドウハーツII（2004年2月19日） - ロジャー・ベーコン 役
  - シャドウハーツ・フロム・ザ・ニューワールド（2005年7月28日） - ロジャー・ベーコン 役
- ドラッグオンドラグーン2 封印の紅、背徳の黒（2005年6月16日） - ザンポ 役
- 白騎士物語（2008年12月25日） - ラウス 役
- シャドウ・オブ・ザ・ダムド（2011年9月22日） - 髑髏のジョンソン 役
  - シャドウ・オブ・ザ・ダムド：ヘラ・リマスタード（2024年（予定）） - 髑髏のジョンソン 役

### 吹き替え
- アルマゲドン（2004年1月19日、日本テレビ） - ロックハウンド 役[17]
- ピーター・パン（2004年） - オウム 役
- メン・イン・ブラック2（2005年3月27日、テレビ朝日） - マニックス 役
- モンスター・ホテル（2012年） - ウェイン 役[18]
- モンスター・ホテル2（2016年） - ウェイン 役
- モンスター・ホテル クルーズ船の恋は危険がいっぱい?!（2018年） - ウェイン 役[19]
- モンスター・ホテル 変身ビームで大パニック!（2022年） - ウェイン 役[20]

### ナレーション
- 裏ジャニ（2004年4月 - 7月、テレビ東京）
- ETV特集 第114回 第1部 気になる数 ～出生率1.29の少子化社会～（2005年10月22日、NHK教育テレビ）
- YOUたち!（2006年10月 - 2007年10月、日本テレビ）
- しまじろうのわお!（2015年4月 - 、テレビ東京）
- いた!ヤバイ生き物 キケン生物と大バトル（2019年11月19日、日本テレビ）

### ラジオドラマ
- SUNTORY THEATER ZERO-HOUR「池波正太郎「食」の世界」（2004年11月9日 - 13日、J-WAVE）

### DVD
- コスプレ幽霊 紅蓮女 DVD-BOX（2008年5月21日、バップ）
- エジソンの母 DVD-BOX（2008年5月21日、UNIVERSAL MUSIC K.K）
- ギョーカイ騒然! ココロにのこらない話　DVD（2009年7月22日） - ナレーション、件（くだん）の声
- 淳二稲川のねむれない怪談（はなし）1 DVD（2009年8月7日、キングレコード） - 実体験怪談トークに出演

### PV
- SMAP「Fly」（1999年6月23日）
- Rei Mastrogiovanni「ORBIT」（2006年11月15日）
- 郷ひろみ「Good Times Bad Times」（2007年12月5日）

### バラエティ
- オレたちひょうきん族（フジテレビ）- 森進一や郷ひろみのものまね
- 開運!なんでも鑑定団（2000年、テレビ東京）
- FNSソフト工場「六畳裁判」（2004年、TSSテレビ新広島） - 超状現象研究家の千駄ヶ谷先生 役
- 空飛ぶグータン〜自分探しバラエティ〜（2005年、関西テレビ） - 編集長 役
- 中居正広のキンスマスペシャル! 特別企画ミニドラマ「世界一セレブな女」（2005年、TBS） - 茶髪の裁判官 役
- 天才てれびくんMAX「サムネタ男とタコヤキ娘」（2005年9月19日 - 21日、NHK ETV） - 山原海雄 役
- 踊る!さんま御殿!!（2008年、日本テレビ） - 踊るヒット賞を受賞
- 田舎に泊まろう!「美味しいご飯のお供を探して海がある町へ」（2008年、テレビ東京） - 山口県周防大島町編に出演
- クイズ!紳助くん（2009年、朝日放送）
- SMAP×SMAP「世にも奇妙なスマ物語」（2009年、関西テレビ） - 怪しいセールスドライバー 役
- やじうまテレビ!「芸能ニュース」（2010年、テレビ朝日） - ゲスト出演
- 大!天才てれびくん「大! 天才テレビジョン第2次計画」（2011年10月3日 - 2013年2月27日、NHK Eテレ） - 我修院達也 編成局長 役
- Rの法則 ランコレ×ドラマ 第2回「アールんとオオカミ少女」（2013年5月30日、NHK Eテレ）
- NHK高校講座 ベーシック数学 第5回（2015年5月18日、NHK Eテレ）

### CM
- ヤマハ発動機「ヤマハ・ビーノ」ビーノルズ篇（1999年）
- 田辺製薬「アスパラドリンク」アスパラマン・重量挙げ篇（1999年）
- 「ラン・ローラ・ラン」走れローラ（1999年）
- 「スカイパーフェクTV!」映画篇（2000年）
- ロッテ「トッポ」 - ナレーション（2003年）
- 日本コカ・コーラ「コカコーラ・ベンダーキャンペーン」（2004年）
- NTTドコモ「DoCoMo2.0」基本料いきなり半額編（2007年）
- ニューギン「CR GO!GO!郷 SECOND STAGE」パチンコ新台（2008年1月 - 4月）
- 西友「ど生鮮」梨篇 / サンマ篇（2014年）
- Cygames「グランブルーファンタジー」（2021年）
- トリファ「海外eSIMアプリ トリファ」（2025年）[21]

## ディスコグラフィ

### 配信限定
| 配信開始日    | タイトル                     | 収録曲 | 配信媒体                                                                   |
| ------------- | ---------------------------- | --- | -------------------------------------------------------------------------- |
| 2025年3月13日 | 燃えるアウラで逢いましょう！ | 『あいのASMRヘッド・スパ』（星川愛） 『燃えるアウラで逢いましょう！』(Instrumental) 『あいのASMRヘッド・スパ』 (Instrumental) | Spotify、Apple Music、iTunes Store、LINE MUSIC、Amazon Music Unlimitedなど |